# 無限小
数学における無限小（むげんしょう、英: infinitesimal）は、測ることができないほど極めて小さい「もの」である。無限小に関して実証的に観察されることは、それらが定量的にいくら小さくなろうと、角度や傾きといったある種の性質はそのまま有効であることである。

## 歴史
術語 "infinitesimal" は、17世紀の造語 羅: infinitesimus（もともとは列の「無限番目」の項を意味する言葉）に由来し、これを導入したのは恐らく1670年ごろ、メルカトルかライプニッツである。無限小はライプニッツが連続の法則や同質性の超限法則などをもとに展開した無限小解析における基本的な材料である。よくある言い方では、無限小対象とは「可能な如何なる測度よりも小さいが0でない対象である」とか「如何なる適当な意味においても0と区別することができないほど極めて小さい」などと説明される。故に形容（動）詞的に「無限小」を用いるときには、それは「極めて小さい」という意味である。このような量が意味を持たせるために、通常は同じ文脈における他の無限小対象と比較をすること（例えば微分商）が求められる。無限個の無限小を足し合わせることで積分が与えられる。
アルキメデスは、自身の著書『方法』において不可分の方法と呼ばれる手法を応分に用いて領域の面積や立体の体積を求めた。正式に出版された論文では、アルキメデスは同じ問題を取り尽くし法を用いて証明している。15世紀にはニコラウス・クザーヌスの業績として（17世紀にはケプラーがより詳しく調べているが）、特に円を無限個の辺を持つ多角形と見做して円の面積を計算する方法が見受けられる。16世紀における、任意の実数の十進表示に関するシモン・ステヴィンの業績によって、実連続体を考える下地はすでにでき上がっていた。カヴァリエリの不可分の方法は、過去の数学者たちの結果を拡張することに繋がった。この不可分の方法は幾何学的な図形を余次元 1 の量に分解することと関係がある。ジョン・ウォリスの無限小は不可分とは異なり、図形をもとの図形と同じ次元の無限に細い構成要素に分解するものとして、積分法の一般手法の下地を作り上げた。面積の計算においてウォリスは無限小を "1⁄∞" と書いている。
ライプニッツによる無限小の利用は、連続の法則「有限な数に対して成り立つものは無限な数に対しても成り立ち、逆もまた然り」や同質性の超限法則（割り当て不能な量を含む式に対して、それを割り当て可能な量のみからなる式で置き換える具体的な指針）というような、経験則的な原理に基づくものであった。18世紀にはレオンハルト・オイラーやジョゼフ＝ルイ・ラグランジュらの数学者たちによって無限小は日常的に使用されていた。オーギュスタン＝ルイ・コーシーは自身の著書 『解析教程』で、無限小を「連続量」(continuity) ともディラックのデルタ関数の前身的なものとも定義した。カントールとデデキントがステヴィンの連続体をより抽象的な対象として定義したのと同様に、パウル・デュ・ボア＝レーモンは関数の増大率に基づく「無限小で豊饒化された連続体」(infinitesimal-enriched continuum) に関する一連の論文を著した。デュ・ボア＝レーモンの業績は、エミール・ボレルとトアルフ・スコーレムの両者に示唆を与えた。ボレルは無限小の増大率に関するコーシーの仕事とデュ・ボア＝レーモンの仕事を明示的に結び付けた。スコーレムは、1934年に最初の算術の超準モデルを発明した。連続の法則および無限小の数学的に厳密な定式化は、1961年にアブラハム・ロビンソンによって達成された（ロビンソンは1948年にエドウィン・ヒューイットが、および1955年にイェジー・ウォッシュが成した先駆的研究に基づき超準解析を展開した）。ロビンソンの超実数 (hyperreals) は無限小で豊饒化された連続体の厳密な定式化であり、移行原理がライプニッツの連続の法則の厳密な定式化である。また、標準部はフェルマーの擬等式の方法 (adequality, pseudoequality) の定式化である。
ウラジーミル・アーノルドは1990年に以下のように書いている:

## 一階の性質
実数の体系に無限大量および無限小量を加えた拡張を考えるとき、典型的には実数の持つ「基本」性質をできうる限り保存するものであって欲しいはずである。そうすれば、実数に関してよく知られた膨大な結果が、拡張した体系においてもそのまま使える保証が得られるからである。典型的には「基本」というのを、「元に関する量化だけを行い、集合に対する量化は行わない」命題という意味にとる。この制限のもとで「任意の数 x について—」という主張は許容されるから、例えば、加法単位律「任意の数 x に対して x + 0 = x が成り立つ」という主張は有効な文である。これは複数の数を量化するのでもよいから、例えば「任意の二数 x, y について xy =yx が成り立つ」も有効である。しかし「数からなる任意の集合 S に対して—」という主張は拡張した体系に引き写すことはできない。このような量化に関する制限を伴う論理を一階論理と呼ぶ。
無限小を含むように拡張した数体系は、集合に関する量化によって表される性質の全てにおいて実数と同じ結果を示すものであってはならない。目的の体系は非アルキメデス的であるが、アルキメデスの公理は集合に関する量化によって表されるからである。実数や点集合に関する任意の理論に無限小を加えた保存的拡大を得る一つの方法は、単に「無限小は 1/2 より小さい」「無限小は 1/3 より小さい」…(以下同様) といった主張からなる可算無限個の公理を付け加えることである。同様に、完備性も目的の体系では期待できない。実数体は同型を除いて一意な完備順序体だからである。
実数の一階の性質と両立する性質を持つような非アルキメデス的数体系について、次の三つのレベルを区別することができる：
1. 順序体は一階論理で述べられる実数体系の全ての通常の公理に従う。例えば可換律 {\textstyle x+y=y+x} が成り立つ。一方、全ての性質を共有するわけではない。例えば、非零数の平方の和は非零であること（実体の公理）は言えるが、奇数次多項式が必ず根を持つことは言えない。
2. 実閉体は、通常公理として取られるかどうかに関わらず、順序体の基本的関係 +, ×, ≤ を含むような主張について、実数体系の持つ全ての一階の性質を持つ。（これは実閉体の一階理論 RCF が完全であるという事実に負う。）これは順序体の公理をすべて満足するという主張よりも強い条件である。よりはっきりいえば、「任意の奇数次多項式が根を持つ」というような一階の性質が追加で含まれる。この体系においては、例えば任意の数が立方根を持たねばならない。
3. この体系では、いかなる関係（それらの関係が ＋、×、≦ で表される必要はない）を含む主張についても、実数体系の持つ全ての一階の性質を持つ。例えば、無限大の入力に対しても矛盾なく定まるような正弦関数があるのでなければならない。同じことはどんな実関数に対しても言える。

上記の分類 1 に属する体系（これらレベルのうち弱い側の場合）は構成することは比較的容易だが、ニュートンやライプニッツの精神に則って無限小を用いる古典的な解析学を完全に展開することはできない。例えば、超越関数は無限大の極限過程の言葉で以て定義されるので、これは典型的には一階論理の中で定義できない。分類 2 や 3 に当てはまれば、解析的な色彩は濃くなるが、その扱いの構成的な性格が損なわれていく傾向があり、無限大や無限小の成す階層構造について何か具体的なことを言いづらくなってしまう。

## 無限小を含む数体系

### 形式級数体

#### ローラン級数体
前述の分類 1 の例として、有限個の負冪の項を持つローラン級数の体がある。例えば、定数項 1 のみを持つローラン級数は実数の 1 と同一視される。また、一次項 x のみからなる級数をもっとも単純な無限小と看做して、それをもとに他の無限小が構成される。これに辞書式順序を入れることは、x のより高次の冪はより低次の冪と比べて「無視できる」(negligible) と考えることに等価である。デイヴィッド・トールはこの数体系を the superreals と呼んだ。テイラー級数にローラン級数を代入したものはやはりローラン級数だから、この体系は超越関数の計算にそれが解析的である限りにおいて用いることができる。この体系における無限小の全体は実数とは異なる一階の性質を持つ。例えば基本の無限小 x はこの体系において平方根を持たない。

#### レヴィ-チヴィタ体
レヴィ-チヴィタ体はローラン級数体とよく似た体系だが、代数閉体を成す。例えば基本無限小 x が平方根を持つ。この体は極めて大規模な解析学を展開可能とするに十分豊かな体系だが、実数が浮動小数点数として表現できるというのと同じ意味で計算機に載せることができる。

#### 超越級数体
超越級数体はレヴィ-チヴィタ体よりも大きい。超越級数の例として:
{\displaystyle e^{\sqrt {\ln \ln x}}+\ln \ln x+\sum _{j=0}^{\infty }e^{x}x^{-j}}
が挙げられる。ただし、この体における順序では x は「無限大」と解釈されるようにする。

### 超現実数体
コンウェイの超現実数 (surreal number)は前述の分類 2 に当たる。この体系は数の大きさの違いに関して可能な限り豊かであるように意図されているが、解析学を行うのに必ずしも適してはいない。対数関数や指数関数など特定の超越関数は超現実数の上でも定義することができるが、ほとんどの関数（例えば正弦関数）は持ち込むことができない。個別に取った任意の超現実数の存在は、それが実数と直接的に対応するものであってさえも、アプリオリには知ることができず、証明しなければならない。

### 超実数体
無限小を扱う上でもっとも広く知られたやり方は、アブラハム・ロビンソンが1960年代に開発した超実数 (hyperreal number)であろう。超実数は前掲の分類 3 に該当し、実数に基づく古典的な解析学の全てをその上で展開できるよう意図して作られた。この「任意の関係を自然な方法でこの体系に引き写すことができる」という性質は移行原理と呼ばれ、1955年にイェジー・ウォシュが証明した。例えば、超越関数である正弦関数 sin は超実数変数超実数値の自然な対応物 *sin を持つし、同様に自然数全体の成す集合 N も自然な対応物として、有限整数に加えて無限整数も含む *N を持つ。そして、"∀n ∈ N, sin(nπ) = 0" のような命題は、超実数に関する命題 "∀n ∈ *N, *sin(nπ) = 0" に引き写される。

### 準超実数体
Dales & Woodin (1996) の準超実数の体系は超実数体の一般化である。

### 二重数環
線型代数学において二重数は一つの「無限小」を添加して得られる実数体の拡大環であって、添加する新たな元 ε は複零、すなわち ε2 = 0 を満たす。任意の二元数は、実数 a, b を用いて z = a + bε と一意的に表される。
二重数の一つの応用が自動微分である。これは n-次元線型空間の外積代数を用いれば、n-変数多項式に対するものへ一般化することができる。

### 滑らかな無限小解析
綜合微分幾何学あるいは滑らかな無限小解析は圏論に起源を持つ。このやり方では、従来の数学において古典論理が用いられることから外れて、排中律 (l.e.m) の一般適用を排除する（つまり、"¬(a ≠ b)" が "a = b" を意味しない）。それにより、複零 (nilsquare) あるいは冪零無限小が定義可能になる（つまり、x2 = 0 および x ≠ 0 が同時に成立する数 x が存在しないことはない）。背景となる論理が直観主義論理であるため、このような数体系に前掲の分類 1, 2, 3 をどう当てはめることができるかは直ちには明らかでない（まずはこの分類の直観主義論理版を知らねばならない）。